# Tighanimine
 (avril 2011).
Si vous disposez d'ouvrages ou d'articles de référence ou si vous connaissez des sites web de qualité traitant du thème abordé ici, merci de compléter l'article en donnant les références utiles à sa vérifiabilité et en les liant à la section « Notes et références ».
Pour l’article homonyme, voir Mariame Tighanimine.
Ne pas confondre avec le village marocain de Tighanimine El Baz
Tighanimine est une commune de la wilaya de Batna en Algérie, enclavée dans le massif des Aurès.
Le 1er novembre 1954, premier jour du déclenchement de la guerre d'Algérie, c'est sur le territoire de Tighanimine qu'eut lieu l'interception de l'autocar Biskra-Arris, dont résulta la mort de deux personnes, un notable local et un instituteur français.

## Géographie

### Situation
Le territoire de la commune de Tighanimine est situé au sud-est de la wilaya de Batna.
| Teniet El Abed | Arris       | Ichmoul, Inoughissen |
| Chir           | Tighanimine | T'Kout               |
| Menaa          | Ghassira    | T'Kout               |

### Localités de la commune
La commune de Tighanimine est composée de 10 localités :
- Taghrout Amor
- Bellihoud Samer
- Bellihoud Dhahri
- Lemsara
- Chir Ouled Aïcha
- T'Bourecht
- Tabendout
- Tighanimine

### Géographie physique

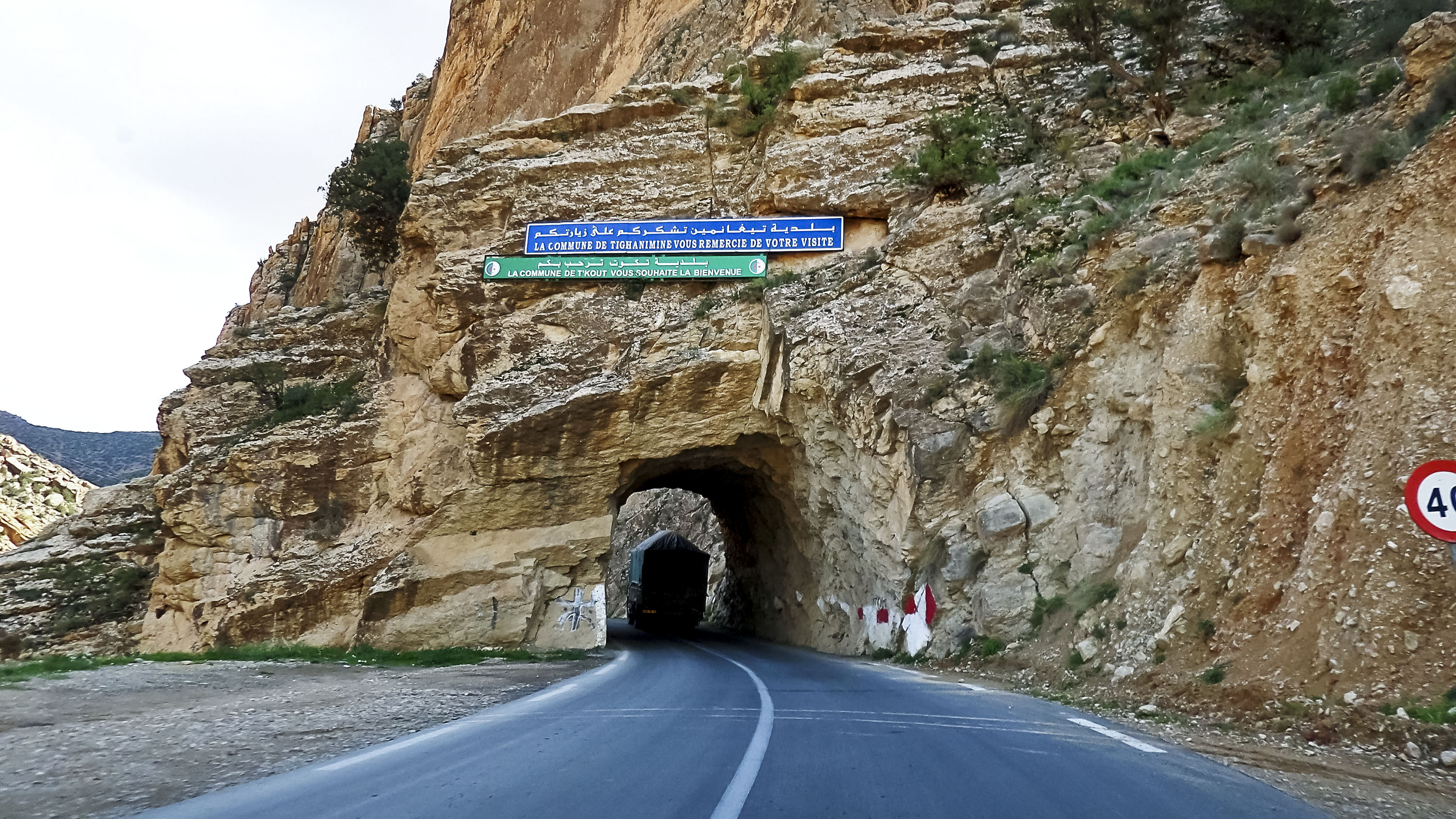
A la frontière entre Tkout et Tighanimine

La commune de Tighanimine est arrosée par l'Oued Abiod, qui coule ici entre le djebel Ahmar Khaddou au sud-est et le djebel El Arezg au nord-ouest ; la vallée est étroite, en particulier dans le secteur appelée « gorges de Tighanimine », à l'entrée desquelles se trouve le village de Tighanimine. Ces gorges se trouvent à l'endroit où l'oued traverse le djebel Louah, passant du nord au sud de cette ligne de hauteurs.
Le territoire de la commune, allongé en direction nord-est/sud-ouest s'élève de la vallée vers les crêtes du djebel El Arezg.

### Géographie humaine
Tighanimine se trouve sur la route nationale 31, qui relie Biskra à Batna par Arris, passant le long de l'oued Abiod puis par le col d'Aïn Tinn.

## Histoire

### Inscription latine
Sur la falaise dans les gorges de Tighanimine, une inscription latine gravée sur un rocher indique qu'un détachement de la Legio VI Ferrata, légion romaine venue de Syrie, a établi une route à travers les gorges en l'an 145, sous le règne d'Antonin le Pieux.

### Guerre d'Algérie

#### L'embuscade de Tighanimine - début de la guerre d'Algérie
Lorsqu'on pénètre dans les gorges, la route traverse, au lieudit Taghit Nath Bou Slimane, une sorte de cirque naturel. C'est là qu'au matin du 1er novembre (Toussaint rouge), eut lieu l'embuscade des combattants de l'ALN sous la conduite de Bachir Chihani, adjoint de Mostefa Ben Boulaïd, le responsable de la zone 1 (Aurès) au sein du FLN.
Cette embuscade coûta la vie à deux des passagers de l'autocar qui allait à Arris, le caïd de M'Chouneche, Hadj Saddok, ainsi que Guy Monnerot (d), instituteur à Tifelfel (Ghassira), arrivé de métropole pour la rentrée scolaire de 1954, avec son épouse, qui survécut à ses blessures.
Un mémorial dédié aux combattants morts pour l'indépendance de l'Algérie a été érigé à cet endroit.

## Galerie de photos

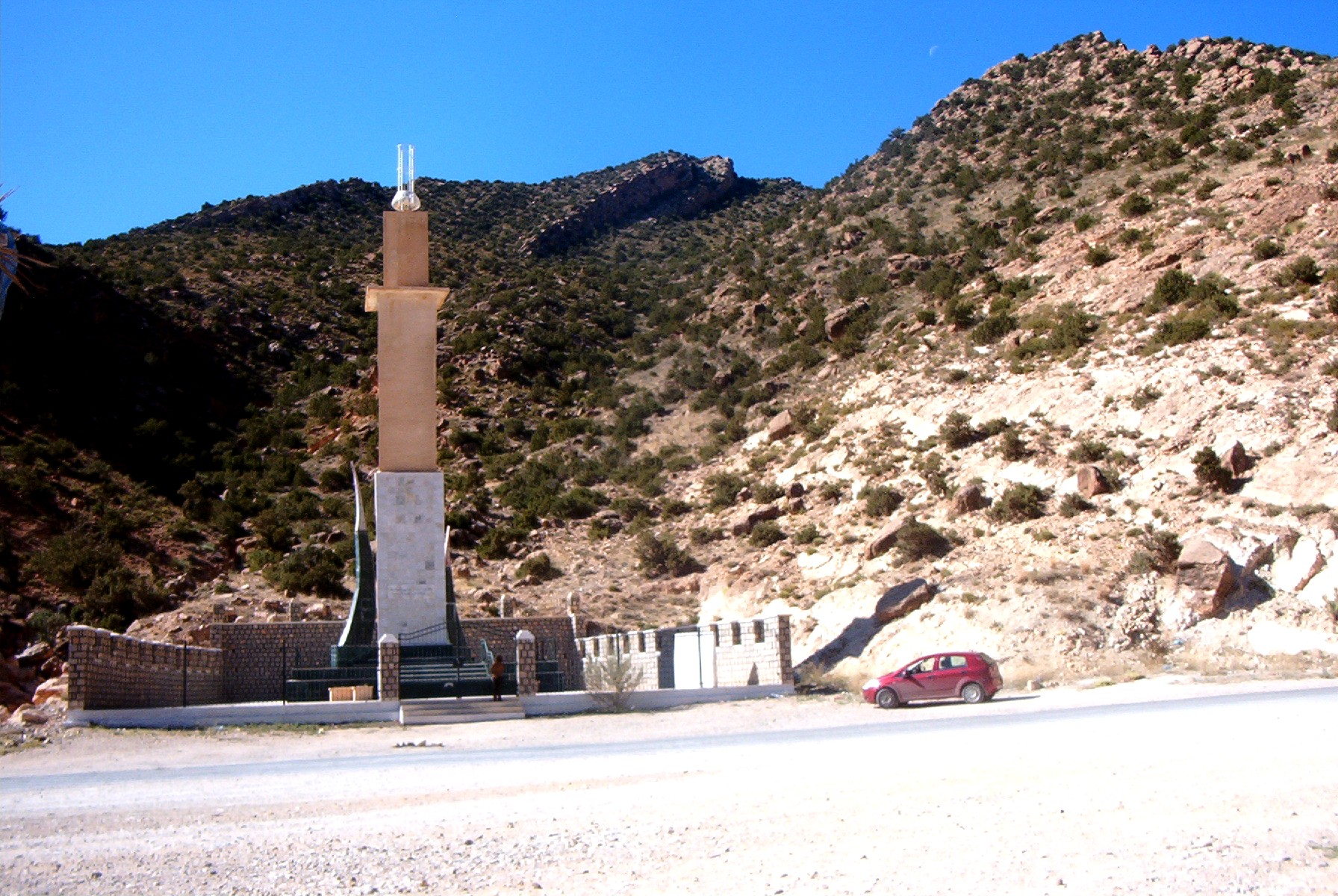
Le mémorial à Taghit Nath Bou Slimane.
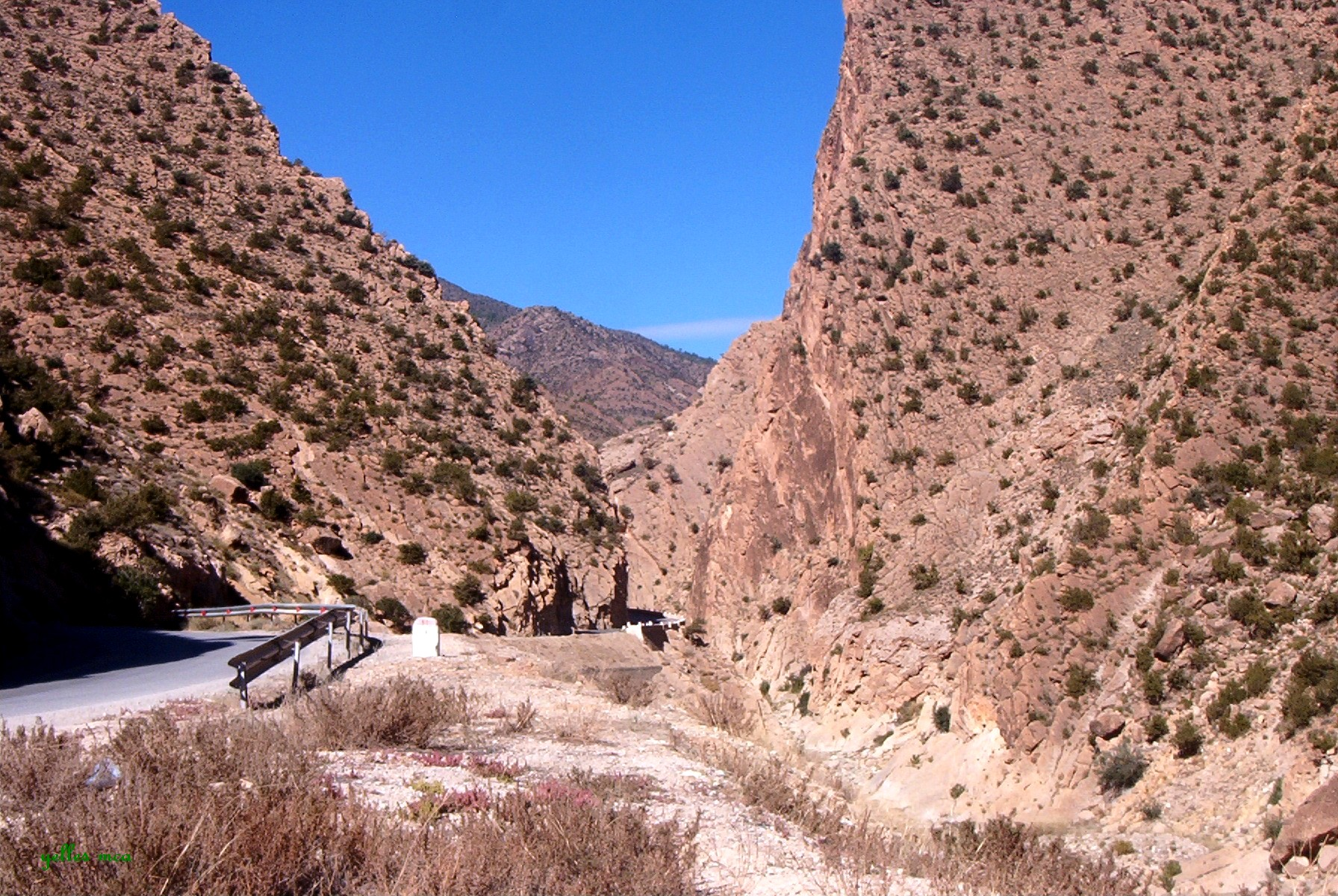
Gorges de Tighanimine.
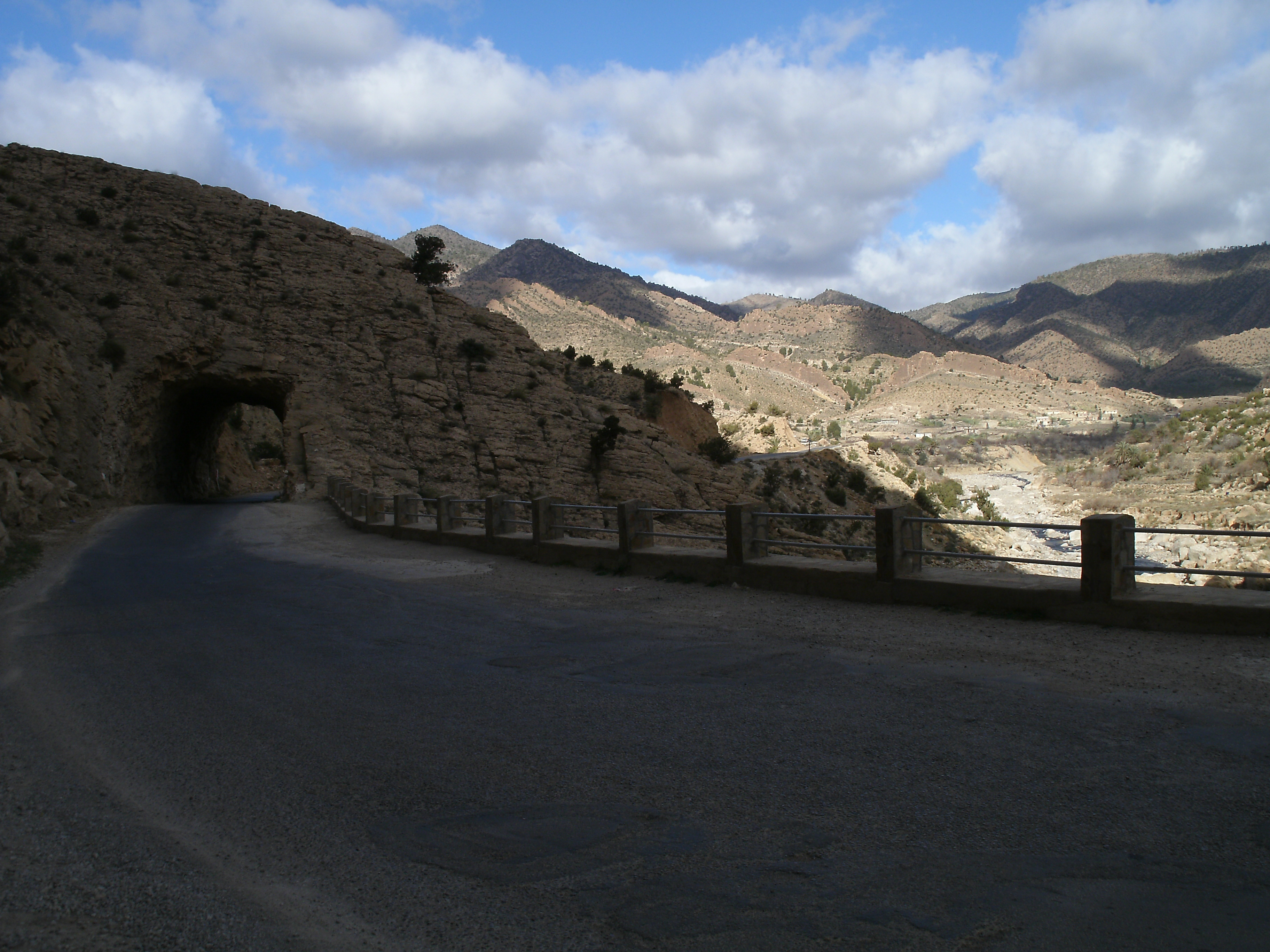
Le tunnel des gorges de Tighanimine